# Classe Bretagne
Le classe Bretagne furono le prime "super-dreadnought" francesi, ovvero navi da battaglia monocalibro (con un solo tipo di cannone principale) e con cannoni superiori al 280–305 mm considerati come standard iniziale. Esse avevano una struttura massiccia, con una potenza di fuoco molto elevata, una buona protezione e una velocità assai limitata. Somigliavano alla precedente classe Courbet, ma erano caratterizzate dall'avere cannoni da 340mm, finalmente disposti tutti sull'asse longitudinale, per poter sparare una bordata completa su ciascun lato della nave stessa.

## Storia
Mentre la Marine nationale stava per iniziare la costruzione delle ultime due unità da battaglia della classe Courbet, armate con cannoni da 305 mm, la Royal Navy stava iniziando a impostare nuove unità di linea armate con pezzi da 343 mm (13,5 pollici). Questo fatto indusse i vertici tecnico-operativi della marina francese a considerare di imbarcare pezzi di calibro uguale sulle unità in costruzione, e successivamente a studiare un nuovo progetto di nave da battaglia con cui rimpiazzare le unità pre-dreadnought più vecchie allora in servizio. Nel marzo 1912 il parlamento approvò un nuovo programma di costruzioni navali, denominato Statut Naval, che concepito dall'allora Ministro della marina ammiraglio Boué de Lapeyrère, prevedeva la realizzazione, entro il 1920, di 28 navi da battaglia, 10 incrociatori, 52 cacciatorpediniere e 10 unità coloniali. Questo piano di ampliamento della flotta fu ripreso, e ardentemente propugnato, dal successore di de Lapeyrère alla carica di Ministro della marina, Théophile Delcassé, il realizzatore della Entente Cordiale con la Gran Bretagna. Delle 28 unità di linea prevista, 15 erano già in servizio o in avanzata fase di realizzazione, mentre le altre 13 dovevano essere realizzate in programmi successivi fra il 1912 e il 1917. La costruzione delle prime quattro unità, successivamente portate a cinque, fu autorizzata nel corso del 1912. Il progetto preliminare prevedeva una evoluzione della classe Corbet adattata all'imbarco dei nuovi pezzi da 340/45 mm modello 1912, anche se i primi piani costruttivi prevedevano l'imbarco di 20 pezzi da 305 mm suddivisi in torri binate e quadrinate. L'adozione delle nuove torri binate, pesanti ognuna 1.200 t, e le dimensioni degli scali costruttivi disponibili, costrinse i progettisti a fissare un disloccamento massimo di 23.500 t in carico normale. L'armamento di 10 cannoni da 340 mm fu suddiviso in cinque torri binate, due sovrapposte a prora, due sovrapposte a poppa e una a centronave, che potevano sparare contemporaneamente una salva, mentre per il tiro in caccia e quello in ritirata erano disponibili quattro armi. L'armamento secondario era composto da 20 cannoni 138 mm, Model 1910, tutti in impianti singoli, suddivisi in gruppi di fuoco indipendenti costituiti da 2 o 3 armi. I 10 gruppi erano distribuiti a dritta e a sinistra, posizionati tra il ponte di castello e quello principale sottostante. 

## Caratteristiche tecniche
La sovrastruttura, almeno dopo i rimodernamenti postbellici del 1934-1936, era caratterizzata da un grande torrione a tripode anteriore, sopra al quale vi era una centrale di tiro, ma esso era talmente grande rispetto alla nave da essere assai sgraziato alla vista, e un unico fumaiolo dietro la torre centrale e davanti al piccolo albero poppiero.
I cannoni erano da 340/45 mm modello 1912. La loro massa era di circa 67 tonnellate, per una lunghezza totale di 16,115 m, e quella della parte rigata della canna di 13,250 m. La cadenza di tiro era di 2 colpi per minuto, ed era possibile sparare proiettili esplosivi e perforanti (APC). Di questi ultimi finirono col tempo per essere disponibili 2 tipi, mentre gli HE (esplosivi) erano ben 4, considerando le munizioni postbelliche.
Tra queste granate le più importanti erano:
- M1912 APC: lunghezza 125,8 cm, 555 kg, carica lancio 153,3 kg BM16. velocità iniziale 794 m/s.
- M1924 APC: lunghezza 149,6 cm, peso 475 kg.
- M1926(Modello 1926), HE: lunghezza 105,4 cm, peso 382 kg. Peso carica di lancio 140 kg BM15.
- M1932, tipo HE, 177 kg di polvere SD19G per 920 m/s.

Si trattava di cannoni sparanti munizioni di almeno il 30% più pesanti rispetto al Model 1910 da 305 mm, sebbene la differenza di peso tra i 2 cannoni fosse di appena il 20%. LA velocità iniziale era peraltro leggermente inferiore.
La loro vita utile, come per molti altri grandi cannoni, era di circa 250 colpi, mentre lo stivaggio per cannone era di 100 colpi.
L'armamento era installato in affusti che garantivano 23 gradi di elevazione (altre fonti dicono 18), equivalenti a 26,6 km con la granata perforante M1924, mentre se è vero che la massima elevazione era di 18 gradi essa si riduceva ad appena 21 km, e con la granata M1912 originale a 18 km. Evidentemente non era richiesta una gittata nettamente superiore ai precedenti cannoni da 305 mm, mentre era importante la potenza del colpo singolo.
L'armamento secondario, basato su barbette, era armato con cannoni da 138 mm, Model 1910, 22 armi in tutto, che a parte i problemi con il mare grosso che allagava alcune delle postazioni, erano buone armi, capaci di sparare proiettili di 40 kg circa a 16 km, più della media dei cannoni calibro 152 mm della Prima guerra mondiale.

## Servizio
Durante la loro vita operativa le navi vennero parzialmente aggiornate, anche se la protezione orizzontale, come risultò poi chiaro dalla tragedia di Mers-El Kebir, rimase insufficiente, con uno spessore del ponte principale di 70 mm.
I principali lavori di aggiornamento vennero posti nella capacità antiaerea, visto che per il resto i cannoni principali erano sufficientemente potenti e i motori troppo costosi da sostituire. Apparvero perciò i cannoni da 100 mm in torri binate sistemate sui lati delle sovrastrutture centrali, 8 torri per alcune navi che ritennero la torre da 340 centrale, come Bretagne e Provence. La Lorraine ebbe invece rimossa la torre centrale e solo 4 torri binate da 100mm, ma presentò l'innovazione, pagata a caro prezzo (metà delle capacità contraeree e un quinto di quelle della batteria principale), di una catapulta per idrovolanti da osservazione al posto della torre di grosso calibro centrale (e questo richiese anche la riduzione del numero dei cannoni antiaerei). Non c'erano evidentemente altri modi per ospitare a bordo di queste navi, assai piccole, degli idrovolanti, ma d'altra parte la presenza di una eventuale torre centrale avrebbe impedito anche alle Queen Elizabeth di disporre di aerei imbarcati: anch'esse ebbero infatti 8 cannoni principali, 8 contraerei e 1 catapulta per idrovolanti, e il fatto che avessero cannoni da 381 anziché 340 mm non cambiava il layout complessivo.
Nel frattempo, i cannoni da 138 sistemati sulle 4 casematte anteriori vennero rimossi a causa della loro delicatezza in condizioni di mare agitato dovuta all'assenza di una protezione stagna. Le artiglierie da 138 ‘liberate’ vennero riutilizzate prontamente come armi per la difesa costiera.

### Mers El-Kebir
La carriera delle Bretagne fu drammaticamente influenzata dalla caduta della Francia. Le navi non poterono fare nulla per impedirla, ancorché le flotte alleate avessero una superiorità schiacciante sul mare. L'armistizio le colse in Africa, la Lorraine si trovava ad Alessandria d'Egitto, la Provence e la Bretagne a Mers-el Kebir. Gli inglesi non potevano permettere che molte delle navi della quarta flotta del mondo cadessero in mano agli italo-tedeschi, rovesciando i rapporti di forza nel Mediterraneo, e non credettero alla decisione francese di non consegnare in nessun caso la loro flotta scappata all'estero in mano dell'Asse. Le navi francesi presenti in Gran Bretagna vennero prese da commando inglesi, che non trovarono resistenza tranne che sul sommergibile Surcouf, dove un marinaio francese venne ucciso e un altro ferito, come anche 2 ufficiali britannici. Altrove si preferì un gentlemen's agreement, come nel caso della Lorraine, che buttò a mare gli otturatori dei cannoni e ebbe combustibile ridotto, per non scappare o combattere.
Per Mers El-Kebir la cosa fu diversa: là vi erano 2 incrociatori da battaglia, lo Strasbourg e il Dunkerque, e le vecchie Bretagne e Provence. Si trattava di una forza da battaglia numerosa e andava neutralizzata ad ogni costo, ma sul come non vi fu accordo. Il 3 luglio 1940, dopo una trattativa lunga e caratterizzata da continue incomprensioni, aerei inglesi minarono l'uscita del porto; le navi francesi cominciarono ad accendere le caldaie delle turbine e l'operazione fu prontamente notata dagli inglesi a causa del fumo (all'epoca le grandi navi non avevano turbine a gas o diesel e l'approntamento per le condizioni di moto richiedeva ore di preparazione per mandare in pressione le caldaie con i bruciatori). Quel pomeriggio, alle 17 circa, gli inglesi aprirono il fuoco con i cannoni da 381 delle loro corazzate e in appena 13 minuti colpirono tutte le navi principali francesi. Il Dunkerque fu centrato da 3-4 proiettili che lo misero momentaneamente fuori uso (la concussione di uno di questi causò la morte dell'equipaggio di una delle semitorrette da 330 mm pur senza penetrarla) mentre il gemello Strasboug riuscì a scappare con alcuni danni.
Alle navi da battaglia più vecchie andò molto peggio. La Provence aprì il fuoco su ordine del suo comandante di tiro, sparando praticamente attraverso le alberature della Dunkerque perché non c'era modo di uscire dall'ancoraggio per rispondere al fuoco in breve tempo. Sparò una prima salva, giudicata corta di 2.000 metri, e altri 23 colpi complessivi in appena 5 minuti. Danneggiata gravemente da diversi colpi, fu costretta a incagliarsi per non affondare, con il direttore di tiro ucciso dalle schegge del proiettile che esplose sulla torre della Dunkerque. Nonostante il tiro di risposta delle navi francesi, la Bretagne venne colpita, sembra, da almeno 4 colpi da 381 mm. Sebbene la distanza fosse di 13700 m e consentisse una modesta perforazione delle corazze orizzontali per via della traiettoria tesa delle munizioni, i 381 inglesi penetrarono e fecero esplodere la santabarbara poppiera. La nave, come l'Oklahoma a Pearl Harbor, si rovesciò intrappolando molti uomini al suo interno con esito tragico: ben 977 morti sugli oltre 1300 subiti dai francesi quella tragica giornata. Churchill si dichiarò addolorato di questo gesto contro quelli che erano i suoi ex-alleati e ‘cari amici’, ma vi era il timore che le navi francesi andassero ad ingrossare le file della flotta nemica (italiana), timore che in seguito, come affermato fin dall'inizio dai francesi, fu smentito dai fatti.
La minaccia, tranne che per il Bretagne, non fu neutralizzata e l'eco tremendo della tragedia rischiò di far passare addirittura la Francia con le forze dell'Asse, ottenendo quasi l'effetto che gli inglesi, paradossalmente, cercavano di evitare. Inoltre ostacolò moltissimo l'opera di persuasione di de Gaulle nelle colonie francesi, dove vi erano quasi 700.000 soldati, che però rimasero per lo più neutrali (mentre con la loro collaborazione gli inglesi avrebbero potuto cacciare via entro forse il 1940 gli italiani da tutto il continente africano, anche da soli quasi ci riuscirono con l'Operazione Compass).
Quanto alle navi, i francesi dimostrarono quanto ingiusta fosse la visione inglese sulla loro affidabilità quando ordinarono l'autoaffondamento della flotta a Tolone, che causò la peggiore strage di navi dopo quella della Hochseeflotte del 1919. Va comunque notato che nel contempo gli angloamericani stavano occupando il Marocco e l'Algeria ed erano costretti a furiosi combattimenti contro i francesi di presidio, per cui sarebbe stato plausibile che il governo di Vichy avesse ordinato alla flotta di Tolone di attaccare gli Alleati, ma niente di tutto questo accadde.

## Unità
| Nome                  | Cantiere                                         | Impostazione   | Varo              | Entrata in servizio | Destino finale                                                                                     |
| --------------------- | ------------------------------------------------ | -------------- | ----------------- | ------------------- | -------------------------------------------------------------------------------------------------- |
| Bretagne              | Arsenale navale di Brest, Brest                  | 1º luglio 1912 | 21 aprile 1913    | 10 febbraio 1916    | affondata il 3 luglio 1940 a Mers-el-Kébir, recuperata e demolita                                  |
| Lorraine              | Ateliers et Chantiers de la Loire, Saint-Nazaire | 1º agosto 1912 | 30 settembre 1913 | 10 marzo 1916       | demolita nel 1954                                                                                  |
| Provence              | Arsenale navale di Lorient, Lorient              | 1º maggio 1912 | 20 aprile 1913    | 1 marzo 1916        | autoaffondata a Tolone nel 1942, recuperata e demolita nel 1949                                    |
| Vasilefs Konstantinos | Ateliers et Chantiers de la Loire, Saint-Nazaire | 12 giugno 1914 | mai varata        | mai completata      | proposta incompleta alla Grecia nel 1918, la nave venne rifiutata e infine venne demolita nel 1925 |

### Annotazioni
1. ↑  Si trattava delle corazzate classe Orion e King George V, e degli incrociatori da battaglia classe Lion.
2. ↑  Si trattava delle unità classe Republique (3), Libertè (2), Danton (6), Courbet (4).